# Brenzingen
Brenzingen ist ein Stadtteil im Stadtgebiet der Stadt Waldbröl im Oberbergischen Kreis im südlichen Nordrhein-Westfalen Deutschland innerhalb des Regierungsbezirks Köln.
Der Ort liegt ca. 1,6 km südwestlich vom Stadtzentrum entfernt.

## Geschichte
1409  wurde der Ort das erste Mal urkundlich erwähnt und zwar „Metze v. Isengarten erhält Brentzyngen als Mitgift“.

## Vereine und Einrichtungen
- Dorfgemeinschaft Brenzingen